# Орлев, Звулун
Звулун Орлев (ивр. זבולון אורלב‎; род. 9 ноября 1945, Реховот, подмандатная Палестина) — израильский политик, бывший лидер Национальной религиозной партии (Мафдал), депутат кнессета (15, 16, 17, 18 созывы).

## Биография
Звулун Орлев родился 9 ноября 1945 года в Израиле. За участие в Войне Судного дня был награждён медалью «За отличие». Окончил религиозно-педагогический колледж «Морешет Яаков» (Реховот). Также Орлев изучал общественные науки в Иерусалимском университете.
Был избран в кнессет в 1999 году от партии МАФДАЛ (Национально-религиозная партия Израиля), переизбирался в кнессет следующих трёх созывов (в последнем созыве от блока «Еврейский дом»). В кнессете возглавлял комиссии по образованию и культуре, по науке и технологиям, по вопросам государственного контроля и по правам ребёнка. Был министром благосостояния и общественных услуг с марта 2003 года по ноябрь 2004 года.
Орлев женат, имеет четверых детей, живёт в Иерусалиме, владеет ивритом и английским языком.